# NGC 1097
NGC 1097 = Arp 77 ist eine Balken-Spiralgalaxie mit aktivem Galaxienkern vom Hubble-Typ SBb im Sternbild Fornax am Südsternhimmel. Im Zentrum befindet sich ein auffälliger, rund 5500 Lichtjahre großer Ring mit starker Sternbildung. Dieser Bereich ist aktuell Ziel mehrerer Forschungsprojekte unter anderem bei der ESO. Es gibt deutliche Hinweise auf ein Schwarzes Loch mit etwa 100 Millionen Sonnenmassen im Kern der Galaxie (das im Zentrum der Milchstraße vermutete Schwarze Loch ist hingegen nur wenige Millionen Sonnenmassen groß).
Die Galaxie ist schätzungsweise 53 Millionen Lichtjahre von der Milchstraße entfernt und hat einen Durchmesser von etwa 125.000 Lichtjahren. Unmittelbar benachbart ist die Elliptische Galaxie (Typ E4 pec) PGC 10479 ("NGC 1097A") mit auffällig kastenförmiger Struktur. Sie hat eine max. Ausdehnung von rund 12.000 Lichtjahren und umrundet ihre Muttergalaxie in einem Abstand von ca. 42.000 Lichtjahren.
Halton Arp gliederte seinen Katalog ungewöhnlicher Galaxien nach rein morphologischen Kriterien in Gruppen. Diese Galaxie gehört zu der Klasse Spiralgalaxien mit einem kleinen Begleiter hoher Flächenhelligkeit auf einem Arm (Arp-Katalog). Die Störung der Spiralarme von NGC 1097 im Bereich des Begleiters ist im Ultraviolett und Infrarotbereich gut erkennbar.
Die Supernovae SN 1992bd (Typ II), SN 1999eu (Typ IIPp), SN 2003B (Typ IIP) und SN 2023rve (Typ II) wurden hier beobachtet.
Gemeinsam mit NGC 1079, IC 1830, PGC 10479 und PGC 10709 bildet sie die NGC 1097-Gruppe.
Das Objekt wurde am 9. Oktober 1790 vom deutsch-britischen Astronomen Wilhelm Herschel entdeckt.

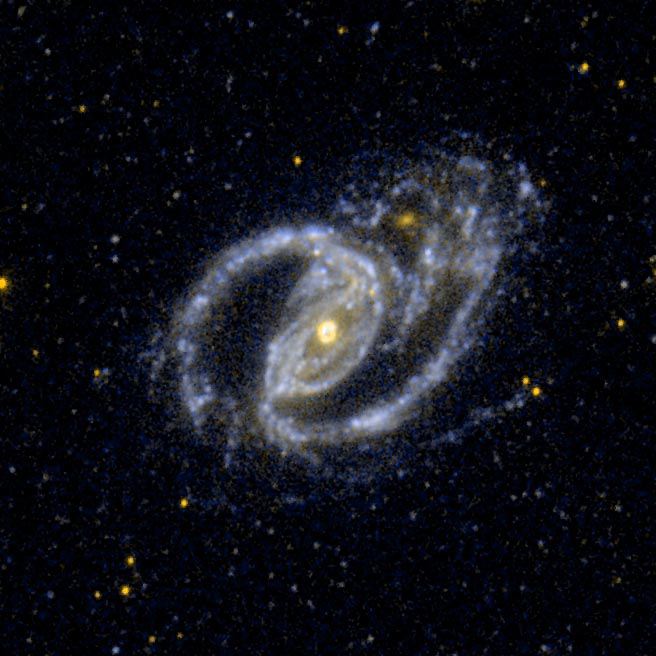
Abbildung der Ultraviolettstrahlung, erstellt mittels GALEX
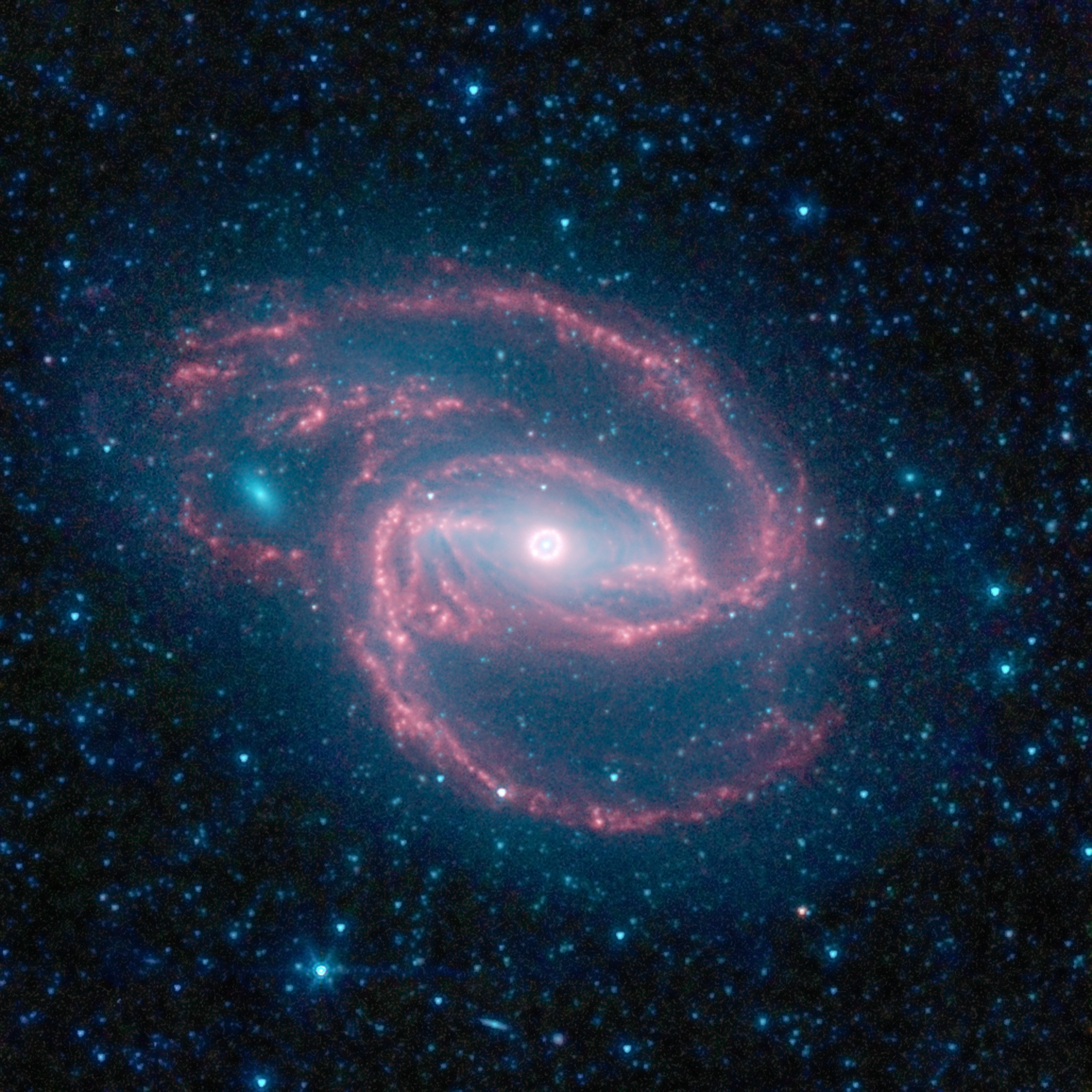
Infrarotabbildung, aufgenommen von dem Spitzer-Weltraumteleskop
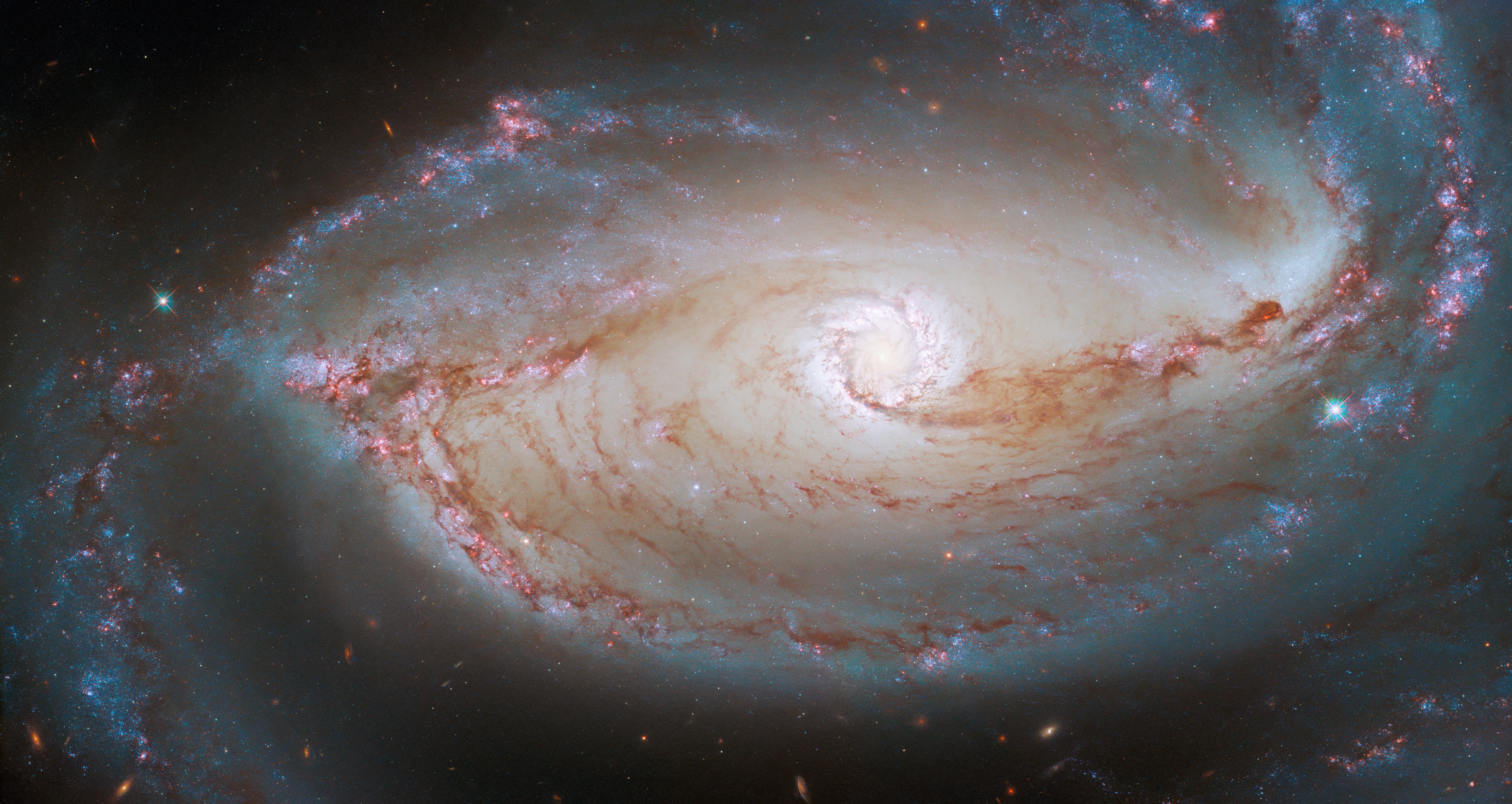
Zentraler Bereich, aufgenommen mithilfe des Hubble-Weltraumteleskops
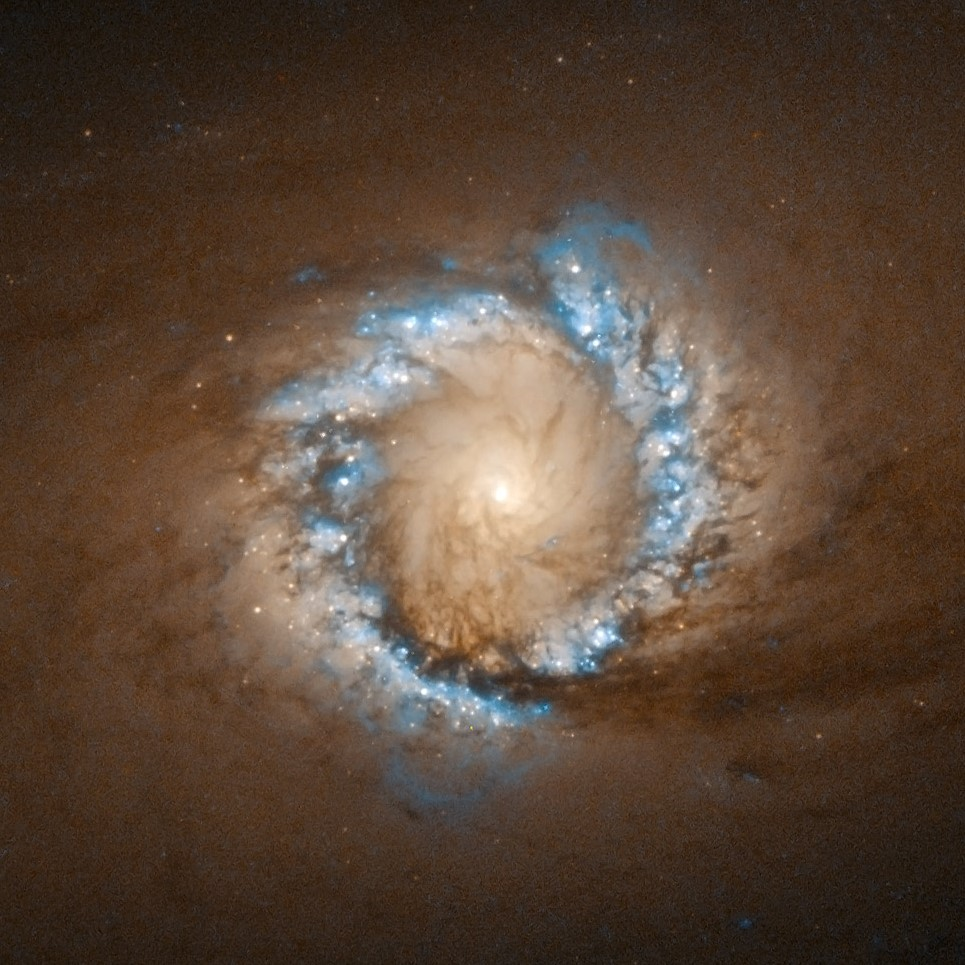
Ein Ring starker Sternentstehung um das Galaxienzentrum mit markanter Hα-Emission (blau, Falschfarbendarstellung), aufgenommen mithilfe des Hubble-Weltraumteleskops, 2004
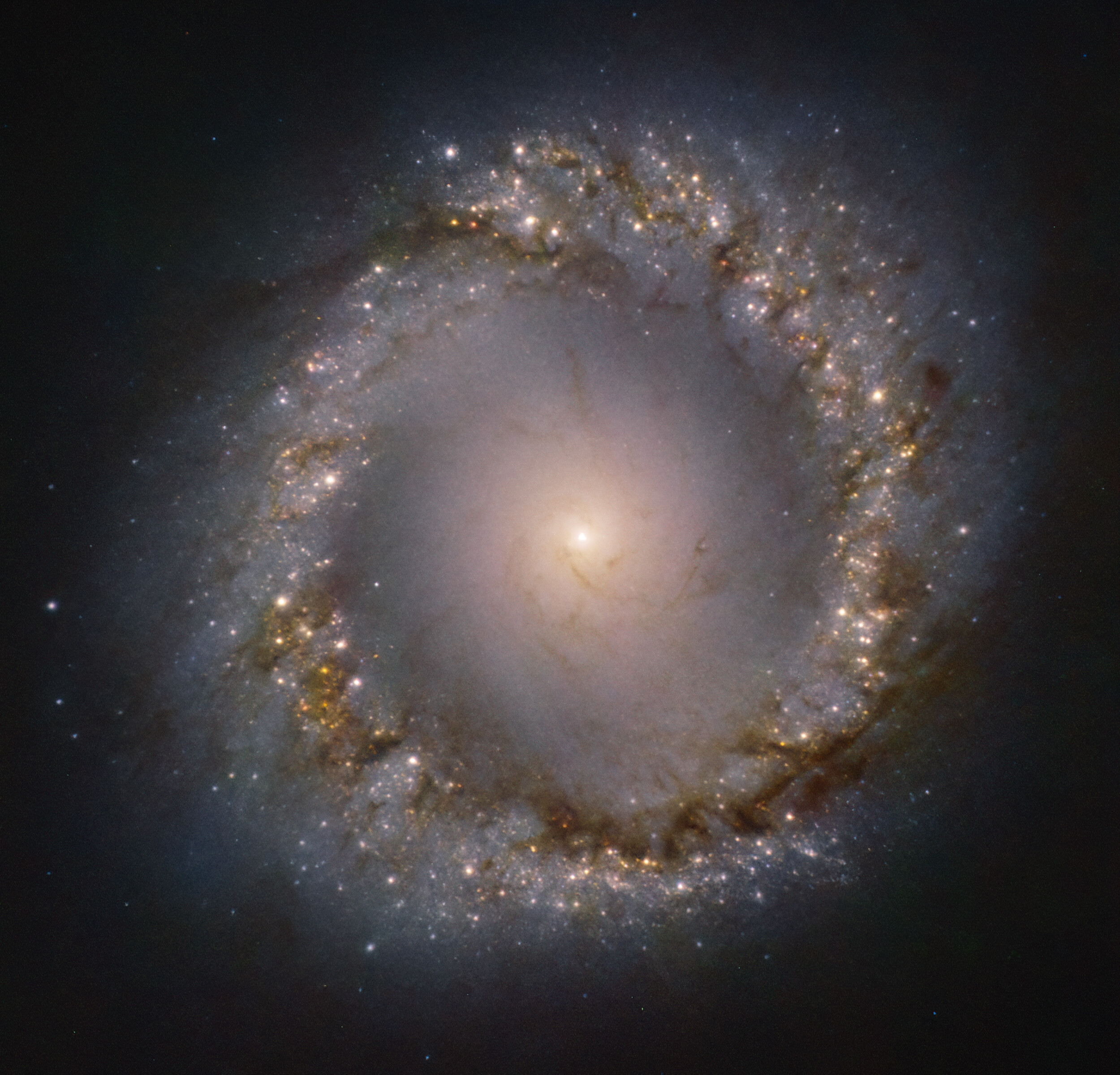
… und mithilfe des 8  Meter durchmessenden Very Large Telescope im nahen Infrarot unter Verwendung adaptiver Optik, 2022
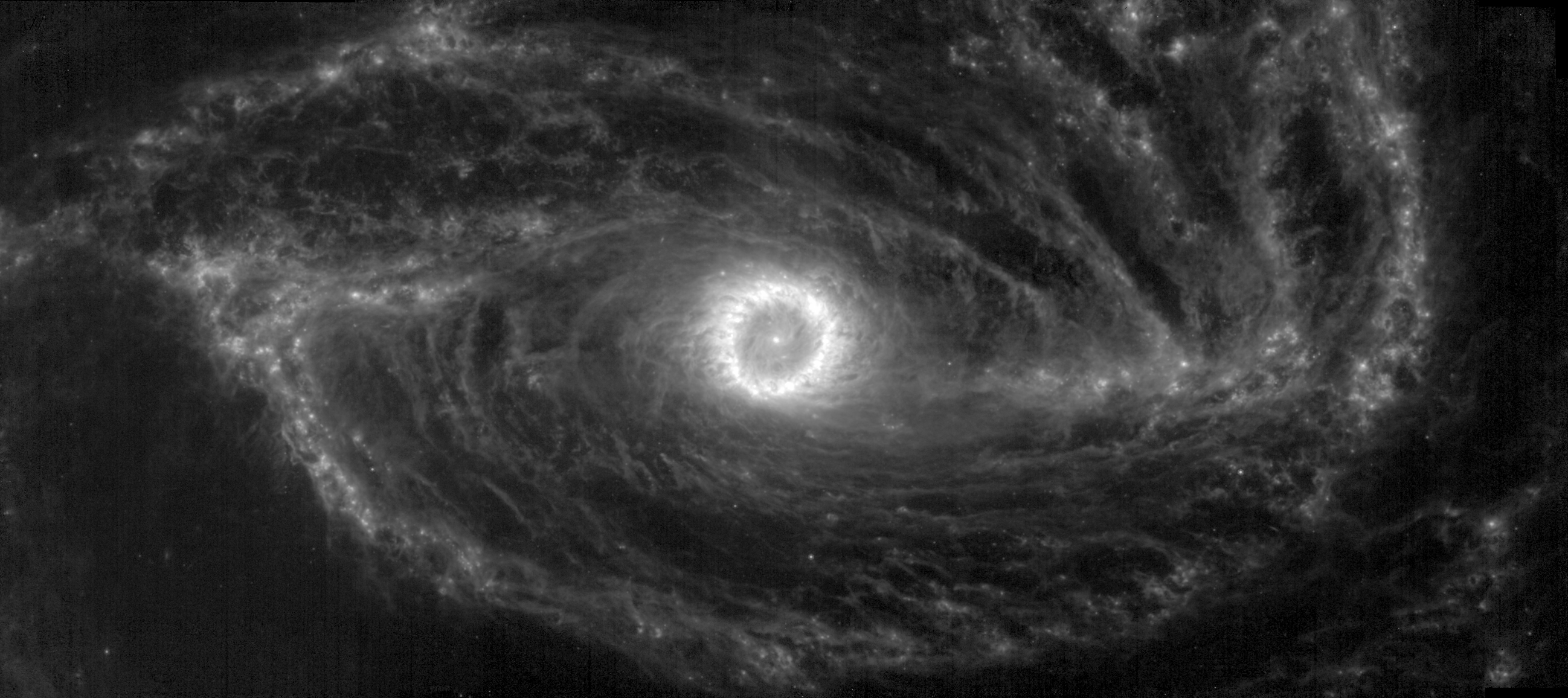
MIRI-Aufnahme des James Webb-Weltraumteleskops

## NGC 1097-Gruppe (LGG 75)
| Galaxie   | Alternativname | Entfernung/Mio. Lj |
| --------- | -------------- | ------------------ |
| NGC 1097  | PGC 10488      | 53                 |
| NGC 1079  | PGC 10330      | 61                 |
| PGC 10479 | NGC 1097A      | 57                 |
| PGC 10709 | ESO 416-32     | 53                 |
| IC 1830   | PGC 10041      | 60                 |